# Đứt gãy Bắc Anatolia

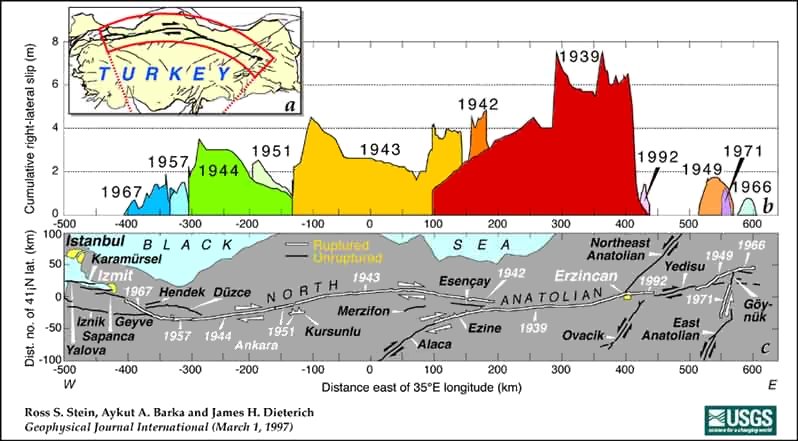
Đứt gãy bắc Anatolian, và độ lớn trượt cùng với các trận động đất của nó trong thế kỷ 20

Đứt gãy bắc Anatolia (NAF) hay đứt gãy bắc Thổ Nhĩ Kỳ (tiếng Thổ Nhĩ Kỳ: Kuzey Anadolu Fay Hattı) là một đứt gãy theo cơ chế trượt bằng thuận đang hoạt động ở miền bắc Anatolia chạy dọc theo ranh giới kiến tạo giữa mảng Á-Âu và mảng Anatolia. Đứt gãy kéo dài về phía tây từ điểm nối với đứt gãy đông Anatolian ở nối ba Karliova phía đông Thổ Nhĩ Kỳ, băng qua phía bắc Thổ Nhĩ Kỳ và chạy vào biển Aegean. Đoạn chạy qua miền nam Istanbul dài khoảng 20 km.

## Các trận động đất chính dọc theo đứt gãy
Kể từ trận động đất Erzincan năm 1939, có khoảng 7 trận động đất có cường độ trên 7,0 theo thang Richter, các trận động đất này đã xảy ra ở một điểm xa về phía tây. Các nhà địa chấn học nghiên cứu đứt gãy này tin rằng các trận động đất xảy ra như "bão" trong vòng vài thập niên tới và một trận động đất đang tới gần . Bằng các phân tích ứng suất gây ra dọc theo đứt gãy bởi các trận động đất, người ta có thể dự báo một sự nhiễu loạn tấn công vào thị trấn İzmit mà đã bị tàn phá nặng nề vào tháng 8 năm 1999. Người ta nghĩ rằng sẽ không có sự diễn ra liên tục và một trận động đất sẽ sớm xảy ra về phía tây dọc theo đứt gãy, cũng thế thể là thành phố đông dân của Istanbul.

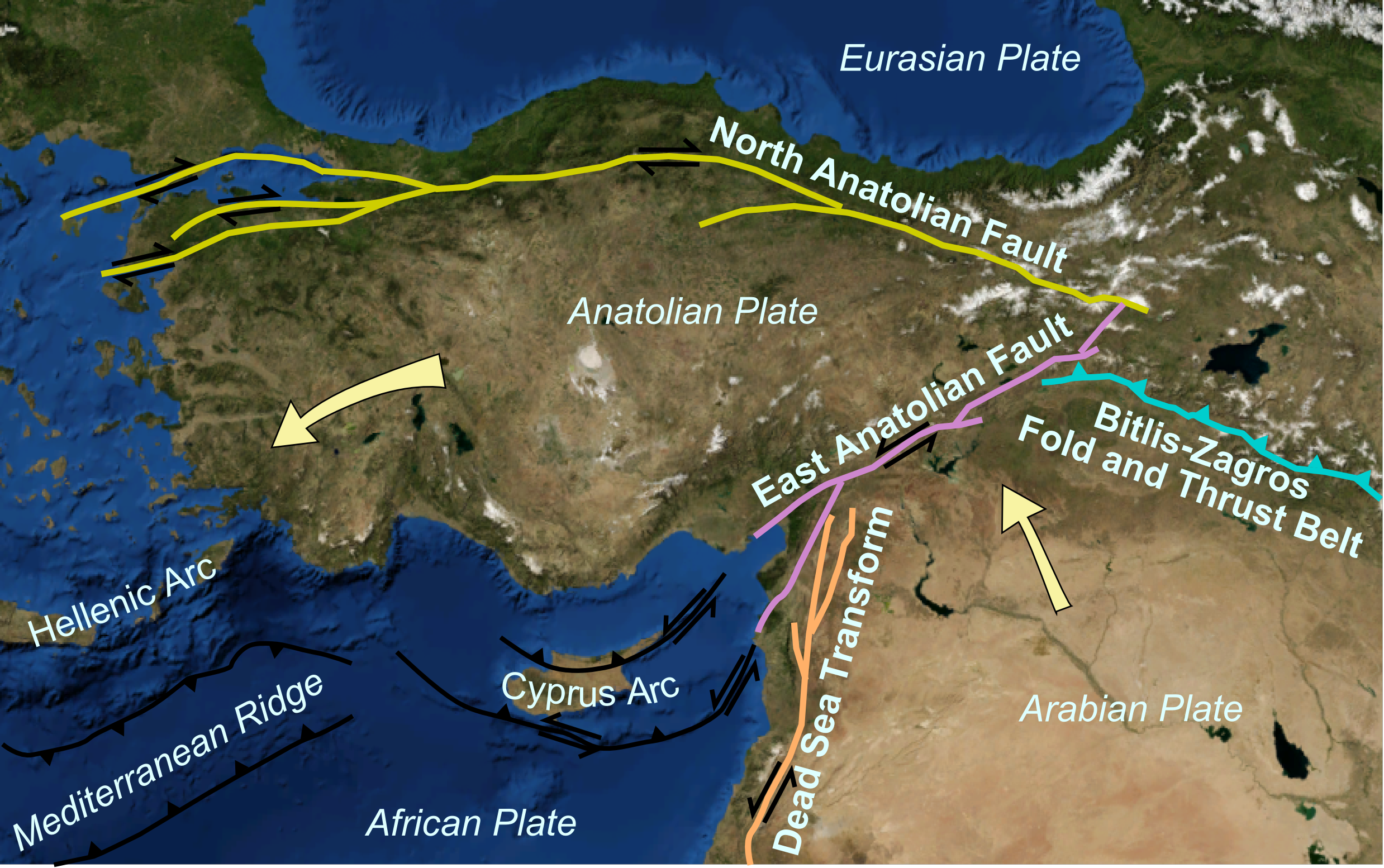
Đứt gãy Bắc Anatolia và các đứt gãy xung quanh bao phủ hầu hết Thổ Nhĩ Kỳ

| Sự kiện           | Moment độ lớn | Casualties                                     |
| ----------------- | ------------- | ---------------------------------------------- |
| Erzincan 1939     | 7,9           | 32.700+ người chết và 100.000+ người bị thương |
| Niksar-Erbaa 1942 | 7,0           | ~3.000 người chết                              |
| Tosya 1943        | 7,7           |                                                |
| Bolu-Gerede 1944  | 7,2           | 2.824 người chết                               |
| Karlıova 1949     | 6,7           | 320 người chết                                 |
| 1951 Kurşunlu     | 6,8           |                                                |
| 1957 Abant        | 6,8           |                                                |
| 1966 Varto        | 6,9           | 2.394 người chết, 1.489 bị thương              |
| 1967 Mudurnu      | 7.0           |                                                |
| 1971 Bingöl       | 6,8           |                                                |
| 1992 Erzincan     | 6,5           |                                                |
| 1999 İzmit        | 7,4           | 17.480 người chết và 23.781 bị thương          |
| 1999 Düzce        | 7,2           | 894 người chết                                 |